# Gasterocome
Gasterocome là một chi bướm đêm thuộc họ Geometridae.